# Mikhaïl Glouzski
Mikhaïl Andreïevitch Glouzski (en russe : Михаи́л Андре́евич Глу́зский), né le 20 novembre 1918 à Kiev dans l'État ukrainien et mort le 15 juin 2001 à Moscou en Fédération de Russie, est un acteur soviétique puis russe, distingué artiste du peuple de l'URSS en 1983,. 

## Biographie
Dès 1929, Glouzski vit à Moscou. Il commence à travailler et simultanément fait ses études à l'école du soir. En 1936-1940, il fait ses études à l'école des acteurs du cinéma à Mosfilm. Il joue périodiquement aux divers théâtres. En 1946-1995 acteur du théâtre national d'acteur de cinéma. En 1949-1950 acteur du théâtre du groupement des forces armées soviétiques en Allemagne. Au cinéma, il a joué plus de 150 rôles. L'un des meilleurs rôles, il a joué dans le film d'Ilia Averbakh Le Monologue (1972) qui a fait partie de la sélection officielle du Festival de Cannes 1973. Pour ses rôles, il a reçu de nombreux prix, notamment deux prix Nika (1997, 1999).

### Vie privée
Mikhaïl Glouzski était l'époux d'Ekaterina Pavlovna Peregoudova, critique de théâtre, experte à l'Institut d’État des arts de la fédération de Russie. Ensemble, ils ont un fils, Andreï Glouzski (1951-2011), et une fille, Maria Glouzskaïa (de son nom d'épouse Maria Fédotova).

## Filmographie partielle
- 1947 : L'Institutrice du village (Сельская учительница) de Marc Donskoï : soldat partant pour le front
- 1948 : Histoire d'un homme véritable (Повесть о настоящем человеке) d'Aleksandr Stolper : capitaine Tcheslov
- 1955 : La Cigale (Попрыгунья) de Samson Samsonov : Bourkine, écrivain
- 1958 : Le Don paisible (Тихий Дон) de Sergueï Guerassimov : Kalmykov
- 1960 : L'Aspirant Panine (Мичман Панин) de Mikhaïl Schweitzer : Ousoltsev
- 1964 : Les Vivants et les Morts (Jivye i miortvye, Живые и мёртвые) de Aleksandr Stolper : général-major Orlov
- 1967 : La Prisonnière du Caucase ou les Nouvelles Aventures de Chourik (Кавказская пленница, или Новые приключения Шурика) de Leonid Gaïdaï : l'administrateur de l'hôtel
- 1967 : Pas de gué dans le feu (В огне брода нет) de Gleb Panfilov : Fokitch
- 1970 : La Fuite (Бег) d'Alexandre Alov et Vladimir Naoumov : le capitaine
- 1971 : Libération (Освобождение) de Iouri Ozerov : Riachentsev
- 1972 : Le Monologue (Монолог) d'Ilia Averbakh: professeur Sretensky
- 1975 : La Prime (Премия) de Sergueï Mikaelian : Chatounov
- 1975 : La Dernière Victime (Последняя жертва) de Piotr Todorovski : Pribytkov
- 1977 : La Steppe (Степь) de Sergueï Bondartchouk : Semion Varlamov
- 1980 : La Jeunesse de Pierre Le Grand (Юность Петра, Younost Petra) de Sergueï Guerassimov : Troïekourov
- 1987 : Dix Petits Nègres (Desyat negrityat, Десять негритят) de Stanislav Govoroukhine : le général John Gordon Macarthur
- 1987 : La Sonate à Kreutzer (Kreytserova sonata, Крейцерова соната) de Mikhail Schweitzer : un voyageur
- 1988 : La Vie de Klim Samguine (Жизнь Клима Самгина) de Viktor Titov (série télévisée en quatorze parties)
- 1989 : Un dieu rebelle (Трудно быть богом) de Peter Fleischmann : Hauk
- 1990 : Nyne proslavisya syn chelovecheskiy
- 1991 : Sang pour sang (Кровь за кровь, Krov za krov) de Iouri Koltcheiev : général Aleksei Gridnev
- 1991 : Russkie bratya
- 1991 : Oumirat ne strachno
- 1991 : Poka grom ne grianet
- 1992 : Le Carré noir (Чёрный квадрат, Chyorny kvadrat) de Youri Moroz : Tsapko, général de la GRU
- 1993 : Zalojniki dyavola : Nikolaï Pavlovitch Chmeliov
- 1995 : Russkiy parovoz
- 1996 : Mouchtchina dlia molodoï jenchtchiny
- 1997 : Mytar
- 1998 : Kniaz Youri Dolgorouki
- 2001 : À mi-chemin de Paris (На полпути в Париж, Na polpouti v Parij) de Iaropolk Lapchine : grand-père Avdeï
- 2001 : Les Musiciens de Brême & Co (Бременские музыканты & Co, Bremenskie mouzykanty & Co) d'Alexandre Abdoulov : vieux chat

## Distinctions
- Artiste émérite de la RSFSR : 1969
- Prix des frères Vassiliev : 1973, pour le rôle d'Ivan Stepanovitch dans le film Le Soldat est revenu du front (1971)
- Médaille d'argent Alexandre Dovjenko : 1975, pour le film Flamme (1974)
- artiste du peuple de la RSFSR : 1977
- Artiste du peuple de l'URSS : 1983
- Ordre du Mérite pour la Patrie de la IIIe classe : 1998
- Ordre du Drapeau rouge du Travail : 1989
- Nika pour le film Un homme pour une jeune femme : 1997
- Nika dans la catégorie Honneur et dignité : 1999